# Ismaïl Omar Guelleh

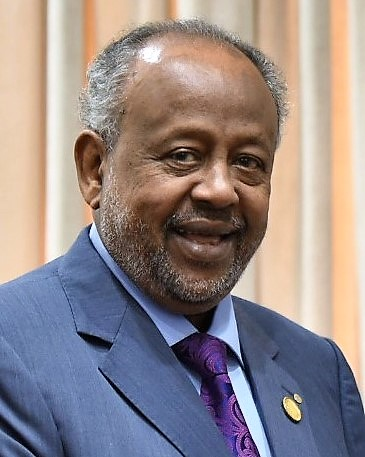
Ismaïl Omar Guelleh (2018)

Ismaïl Omar Guelleh [izmaˈil ɔˈmaːʀ geˈle] (Somali: Ismaaciil Cumar Geelle; * 27. November 1947 in Dire Dawa, Äthiopien) ist seit 1999 der zweite Präsident von Dschibuti. Er wurde 2005, 2011, 2016 und 2021 wiedergewählt.

## Leben
Ismaïl Omar Guelleh wurde als Angehöriger der Issa-Somali in Dire Dawa in äthiopischem Gebiet geboren. Seine Eltern schickten ihn an eine französische Religionsschule in seiner Heimatstadt und 1960 zur weiteren Ausbildung in das damals französische Dschibuti. Dort trat Ismaïl Omar Guelleh 1968 in die Polizei der französischen Verwaltung ein, 1970 wurde er Inspektor. Zugleich betätigte er sich in der Unabhängigkeitsbewegung Ligue Populaire Africaine pour l’Indépendance (LPAI), weswegen er 1975 aus dem Polizeidienst entlassen wurde.
Nach der Unabhängigkeit wurde Guellehs Onkel Hassan Gouled Aptidon Präsident des Landes. Er wandelte 1979 die LPAI zur Einheitspartei Rassemblement populaire pour le progrès (RPP) um, innerhalb derer Guelleh aufstieg. 1999 trat Guelleh die Nachfolge von Aptidon an. Als Kandidat der RPP gewann er mit 74 % gegen einen unabhängigen Herausforderer.
Im Jahre 2000 entließ er den Stabschef der Nationalen Polizeikräfte Yacin Yabeh, der später einen Putschversuch startete. Im selben Jahr führte er in Arta Friedensverhandlungen für Somalia, die zur Bildung einer Übergangsregierung führten.
Ismaïl Omar Guelleh wurde nach seinen Wiederwahlen 2005 und 2011, 2016 (mit 87 % der Stimmen) und 2021 wiedergewählt. Auch die Parlamentswahlen 2003 und 2008 gewann das von der RPP geführte Bündnis Union pour la majorité présidentielle deutlich, sodass sie sämtliche Sitze in der Nationalversammlung erhielt. Diese stimmte im April 2010 einstimmig einer Verfassungsänderung zu, die Ismaïl Omar Guelleh eine dritte Amtszeit ermöglichen würde.
Er war einer der Unterzeichner der Botschaft aus Amman (Amman Message).